# ميخائيل بيك (لاعب كرة قدم)
ميخائيل بيك (بالإنجليزية: Michael Peck)‏ هو لاعب كرة قدم بريطاني في مركز الوسط، ولد في 26 مارس 2001 في Bodmin ‏ في المملكة المتحدة. لعب مع نادي بليموث أرجايل.